# Seitzhan Omarov
Pour les articles homonymes, voir Omarov.
Seitzhan Omarov, né le 22 juin 1906 à Kereguetas, District d’Atbassar et décédé le 19 décembre 1985 à Almaty, est un écrivain Kazakh.

## Biographie
Militaire de la Seconde Guerre mondiale, Seitzhan Omarov participe aux combats sur le Front central. Du mois de novembre 1944 au février 1945, il est correspondant de la gazette Vpered na vraga (Вперёд на врага) du premier front de la Baltique. Il participe à l'offensive de Prusse-Orientale. Depuis le février 1945, il travaille au service de la propagande de l’hôpital militaire de Heinrichswalde.
Après la guerre, de 1946 au 1960, il est rédacteur des éditions Jazuchi (Жазушы). Il dirige la section de la littérature d'enfance et de jeunesse de l'Union des écrivains de Kazakhstan à partir de 1959 et jusqu'à sa mort.
Seitzhan Omarov est l'auteur de nombreux contes de fées et livres pour enfants.
Il a publié vingt recueils de ses écrits.
À Atbassar, l'école numéro 3 porte son nom et il y a un musée concernant Seitzhan Omarov.

## Décorations
- Ordre de la Guerre patriotique (11.03.1985)
- Ordre de l'Amitié des peuples (27.07.1977)
- Ordre de l'Étoile rouge (01.06.1945)
- Ordre de l'Insigne d'honneur (03.01.1959; 28.10.1967)

## Œuvres
- Le Bonheur ("Бақыт", recueil de nouvelles 1938)
- Force du temps ("Заман күші", 1948)
- Histoires ("Әңгімелер", 1953)
- Balzia ("Балзия", 1960)
- Bon été ("Қайырлы жаз", 1961, 1976)
- Pendentif d'or ("Алтын алқап", 1963)
- Lumière du soleil ( "Күн шуақ", 1965)
- Fille de la Fille ("Дала кызы", 1967)
- L'étoile du jardin ("Бақ жұлдызы", 1969)
- Le Chemin du père ("Қиыр жол", 1974)
- L'histoire du printemps ("Қасиетгі бұлақ", 1983)
- Lion rouge ("Қызыл арай", 1970)